# Jesús María Zamora
Jesús María Zamora Ansorena (Errenteria, 1 de janeiro de 1955) é um ex-futebolista espanhol.

## Carreira
Jesús María Zamora atuou somente na Real Sociedad em sua carreira, onde fez 588 partidas, sendo o terceiro jogador que mais atuou pela equipe basca. Ele fez parte do elenco da Seleção Espanhola de Futebol da Copa do Mundo de 1982 e da Euro 1980.

## Títulos
Real Sociedad
- La Liga: 1980–81, 1981–82
- Supercopa de España: 1982